# 洛林
洛林（法語：Lorraine，發音：[lɔʁɛn]，發音：[ˈloːtʁɪŋən] ⓘ）是法国東北部的一个旧大區，北鄰比利時、盧森堡及德國。面积23,547km²，人口2,310,376。下轄默爾特-摩澤爾省（54）、默茲省（55）、摩澤爾省（57）、孚日省（88），首府梅斯，历史上的首府曾为南锡。
2016年1月1日起，洛林大區与香檳-阿登大區和阿爾薩斯大區合併成大東部大區。

## 历史
洛林原是独立公国，成立于843年。1552年，法王亨利二世夺取了境内的梅斯（Metz）、图尔（Toul）和凡尔登（Verdun）三个主教区。三十年战争中，法国一度占领洛林全境。1697年洛林转属神圣罗马帝国；1737年成为法王路易十五的岳父、原波兰国王斯坦尼斯拉斯一世的终身领地；1866年并入法国。1871年普法战争后，洛林东部和阿尔萨斯被割让给德意志帝国；1919年依据《凡尔赛和约》割让给法国；1940年又为德国佔領；1945年法国再度佔領洛林。2016年阿爾薩斯、香檳-阿登和洛林等三個大區合併。

## 洛林的名人
- 圣女贞德
- 数学家庞加莱
- 社会学奠基人涂尔干